# Arnold I. von Köln
Arnold I. (* um 1100; † 3. April 1151 in Köln) war von 1137 bis 1151 Erzbischof von Köln.

## Frühe Jahre
Über seine Herkunft können keine genauen Angaben gemacht werden. Es wird angenommen, dass er aus einem niederen rheinischen Adelsgeschlecht stammt und verwandtschaftliche Beziehungen zum Kölner Hochadel gehabt hat. Zuletzt wurde dabei von Manfred Groten die Ansicht vertreten, dass Arnold zum Geschlecht der Merxheimer gehören könnte. Bezeichnend ist, dass er der einzige Kölner Erzbischof ist, dessen Abstammung noch heute unbekannt ist.
Arnolds Jugend sowie sein Bildungsgang können heute nicht mehr rekonstruiert werden. Den ersten Einblick seines Werdegangs liefert eine Urkunde, welche Arnold als Propst von St. Andreas zu Köln unterzeichnete. Dieses Amt kann ihm datiert auf den 1. August 1126 sicher zugeordnet werden. Es wird angenommen, dass Arnold das Amt des Propstes zwischen 1121 und 1126 übertragen wurde.
Nach dem Tod Erzbischofs Hugo von Sponheim wählten die Kölner Arnold Mitte/Ende Dezember 1137 zu seinem Nachfolger.

## Wirken Arnolds als Erzbischof
Im Allgemeinen ist wenig Eindrucksvolles über sein Wirken als Bischof bekannt. In seiner Amtszeit findet man keine eindrucksvollen Errungenschaften oder Innovationen, jedoch ein stetes Bemühen, seine Pflichten als Bischof zu erfüllen und die Orte unter seiner Verwaltung zu besuchen.
Ebenfalls findet man mehrere Berichte zu seiner außerordentlichen Fürsorge und Güte. Diese Fürsorge führte wohl dazu, dass die mangelhafte Führung der Güter des Stiftes von Arnold I. durch Konrad III. harsch kritisiert wurde.
Während insbesondere zum Anfang seiner Amtszeit viele Urkunden über seine fürsorglichen Taten vorhanden sind, nehmen diese stetig ab, bis sie kurz vor seinem Ableben gänzlich verschwinden.

### Wahl Konrads III.
Ende Februar 1138 reiste Arnold, hier noch Kölner Elekt, auf Einladung des Trierer Erzbischofs Albero nach Koblenz zur Königswahl. Dort unterstützte er die Wahl Konrads III. zum König.
Am 13. März 1138 sollte die feierliche Krönung stattfinden. Die Ausführung dieser Zeremonie stand nach der Tradition dem Kölner Erzbischof zu. Jedoch hatte Arnold zu diesem Zeitpunkt weder die Bischofsweihe noch das Pallium erhalten, wodurch er sein Vorrecht nicht ausüben konnte. Dennoch schaffte Arnold es, die Rechte seiner Kirche zu wahren und protestierte gegen den Anspruch des Trierer Bischofs, die Krönung zu übernehmen. Am Ende wurde Konrad vom neutralen päpstlichen Kardinallegaten Dietwin unter der Assistenz der beiden Bischöfe gekrönt.

### Bischofsweihe
Arnold I. von Köln empfing zum Osterfest am 3. April 1138, wahrscheinlich von Kardinal Dietwin, die Bischofsweihe. Auch Konrad III. war anwesend und es wird angenommen, dass zuvor nach den Bestimmungen des Wormser Konkordats die Regalien übergeben und Arnold zusätzlich mit der Erzkanzlerwürde ausgezeichnet wurde. Um auch das Pallium zu erlangen, musste Arnold jedoch nach Rom zum Papst ziehen. Es wird angenommen, dass er dies noch 1138 getan hat.

### Unruhen im Erzbistum

#### Bürgeraufstand
Noch in seinem ersten Pontifikatsjahr geriet Arnold, welcher gleichzeitig auch Stadtherr von Köln war, in einen Streit mit der Kölner Bürgerschaft. Die genaue Ursache kann nicht mehr rekonstruiert werden. Jedoch wird davon ausgegangen, dass sich die Bürger aufgrund einer Forderung Arnolds in ihren „erkämpften“ Freiheiten und ihrer Selbstständigkeit bedroht gefühlt haben müssen. Arnold musste zeitweise die Stadt verlassen und belagerte diese. Zuletzt scheint Arnold im Konflikt nachgegeben zu haben und es kommt zu einer Aussöhnung.

#### Judenverfolgung
Im Zuge der Vorbereitungen zum zweiten Kreuzzug 1146 kam es vermehrt zu Judenverfolgungen. Auch das Kölner Erzbistum blieb davon nicht verschont. Der Zisterziensermönch Radulf kam nach Köln und predigte öffentlich gegen die Juden, was zu Gewalttaten gegen diese führt. Arnold I. nahm zunächst eine abwartende Haltung ein. Nachdem Arnold I. vor allem aus der jüdischen Gemeinde in Köln große Geldsummen und darüber hinaus Pfände hypothekarischer Natur erhielt, überließ er ihnen die Festung Wolkenburg, auf die sich die Verfolgten zurückziehen konnten. Kurz nach der Übersiedlung in die Festung Wolkenburg, positionierte sich Arnold I. erneut zu Gunsten der Juden, da diese ihm mit einem weiteren Geldgeschenk dazu bewegten, den Mord zweier jüdischer Kinder durch einen Christen hart zu bestrafen.

## Arnold I. und Papst Eugen III.
Am 30. November 1147 gab Papst Eugen III. einen Empfang in Trier, zu welchem auch Arnold I. erschien. Er begleitete den Papst neben dem Bischof von Trier in die Kirche.
Kurz darauf berief Eugen III. für den 21. März 1148 ein Konzil in die Basilika St. Maria zu Reims, wobei über die Fortführung der Klerikerreform gesprochen werden sollte. Seiner Aufforderung kamen einige kirchliche Würdenträger, darunter auch Arnold I. von Köln, nicht nach. Der Papst konnte die Gehorsamsverweigerung nicht einfach hinnehmen und suspendierte Arnold sowie weitere Würdenträger von ihren Ämtern. Erschwerend kam bei Arnold der Vorwurf der Simonie hinzu.
Als 1149 die letzten Kreuzfahrer zusammen mit König Konrad III. zurückkehrten, war Arnold immer noch suspendiert. Er war zwar nominell noch Erzbischof von Köln und weltlicher Herr des dazugehörigen Erzstifts, konnte sich aber nur wegen seiner Anhänger halten. Unter den Rückkehrern befand sich auch der Dompropst zu Köln Arnold von Wied, welcher über die Zustände der Kölner Diözese so entsetzt war, dass er seine Pflichten als Kanzler vernachlässigte, um in Köln zu bleiben. Als ein Gegner Arnolds I. versuchte Wied ihn zum Abdanken zu bewegen, was ihm jedoch nicht gelang.
Stattdessen reiste Arnold I. im Frühjahr 1150 mit einem Brief König Konrads III. nach Rom, um wieder in sein Amt eingesetzt zu werden. Arnold hatte zu diesem Zeitpunkt schon ein hohes Alter erreicht und war sehr kränklich. Er kehrte nach Köln zurück, ohne die Aufhebung der Suspension zu erreichen.
Arnold verstarb am 3. April 1151 in Köln und wurde dort in der Kirche von St. Andreas beigesetzt.